# 翼を持つ者 〜Not an angel Just a dreamer〜
「翼を持つ者 〜Not an angel Just a dreamer〜」（つばさをもつもの ノット・アン・エンジェル・ジャスト・ア・ドリーマー）は、2017年10月25日にエイベックス・ピクチャーズから発売された楽曲。アニメ100周年アニバーサリーソング、日本動画協会「アニメNEXT_100」プロジェクト公式ソング。

## 楽曲概要
2017年が日本でアニメーションが制作されてから100周年を記念して制作された楽曲で、多数のアニメソングや劇伴を手がけている作曲家の田中公平が“アニソン版「ウィ・アー・ザ・ワールド」”を作りたいとのコンセプトのもと企画して実現、レーベルの垣根を越えるかたちで新旧23組のアニメソング歌手・声優が歌唱に参加している。
田中によれば2020年東京オリンピックの開催が決まったことが発案のきっかけとしており、「今や日本文化の中でクールジャパンの先鋒となった感のある“アニメ”、“アニソン”そして、そのアニソンを歌っておられるアニソン歌手さんの素晴らしい歌声を、もっと世界の方々に聴かせたい」「オリンピックが決まったときに、日本のアニメ、アニソンとしてやらなければならないことがあるはず、と強く感じた。そのためにまずは一つにまとまらなければならない。中々こういった企画はレーベルやプロダクションの壁で実現が難しいが、自分が曲を作れば、もしかしたら可能性があるかもしれないと、畑亜貴さん、藤林聖子さん、上松範康さんに声をかけた」と語っている。そうした中で楽曲タイアップを探す中、アニメ制作者団体である日本動画協会が2017年に日本のアニメが誕生して100年となり、それを記念したプロジェクトを推進していることから、同協会との共同プロジェクトとして取り組むかたちになった。参加アーティストは各方面からの推薦を受け、この企画に賛同してくれそうな人物に声をかけて選出している。
楽曲は、前半部分の歌詞を畑が、後半部分の歌詞を藤林が担当、それぞれに上松と田中が曲をつけ、最終的に田中が全体の編曲を行っている。前半部分は若手のアーティスト、後半部分はベテランのアーティストが歌唱を担当し、最後のパートでは全員が合唱するかたちとなる。
付属DVDには本曲のミュージックビデオが収録されている。
2017年12月25日にアニメ122作品（詳細は後述）の映像で構成された本曲のスペシャルムービーが公開され、2018年8月1日 - 2019年2月末に全日本空輸機内での上映もなされた。

## シングル収録内容
| #         | タイトル                                                     | 作詞            | 作曲              | 編曲      | 時間  |
| --------- | ------------------------------------------------------------ | --------------- | ----------------- | --------- | ----- |
| 1.        | 「翼を持つ者 〜Not an angel Just a dreamer〜」               | 畑亜貴,藤林聖子 | 田中公平,上松範康 | 田中公平  | 7:28  |
| 2.        | 「翼を持つ者 〜Not an angel Just a dreamer〜」(Instrumental) |                 |                   |           | 7:26  |
| 合計時間: | 合計時間:                                                    | 合計時間:       | 合計時間:         | 合計時間: | 14:54 |

| #  | タイトル                                                    | 作詞 | 作曲・編曲 |
| -- | ----------------------------------------------------------- | ---- | ---------- |
| 1. | 「翼を持つ者 〜Not an angel Just a dreamer〜」(MUSIC VIDEO) |      |            |

### 参加アーティスト
名義は発売当時のもの。
- i☆Ris
- 井上あずみ
- Wake Up, Girls!
- 内田真礼
- 串田アキラ
- GRANRODEO
- ささきいさお
- 下野紘
- JAM Project
- 鈴木このみ
- 鈴村健一
- 竹達彩奈
- 茅原実里
- TRUE
- 豊永利行
- 中川翔子
- 羽多野渉
- 堀江美都子
- Minami
- 水木一郎
- 三森すずこ
- May'n
- 米倉千尋

## スペシャルムービー登場作品
2017年1月1日 - 5月15日に「アニメNEXT_100」プロジェクト公式サイトで紹介された135作品（末尾に○のないものが該当）から主に選出されている。順列は、登場作品は公式サイトのニュース記事、未登場作品は作品紹介ページにおける掲載日に基づく。
1917年 - 1950年代
- 塙凹内名刀之巻
- お蝶夫人の幻想
- 瓜子姫とあまのじゃく
- ビールむかしむかし
- ちびくろさんぼのとらたいじ
- 白蛇伝

1960年代
- 池田屋騒動
- 人間動物園
- LOVE
- 鉄腕アトム
- 鉄人28号
- 両人侍 皮切
- ビッグX
- 殺人狂時代
- 宇宙エース
- ジャングル大帝
- サイボーグ009
- 魔法使いサリー
- マッハGoGoGo
- 花折り
- ゲゲゲの鬼太郎
- 巨人の星
- ハクション大魔王
- アタックNo.1

1970年代
- あしたのジョー
- 昆虫物語 みなしごハッチ
- 天才バカボン
- 鬼
- 科学忍者隊ガッチャマン
- おんぶおばけ（テレビアニメ版）[注釈 4]
- マジンガーZ
- 新造人間キャシャーン
- 詩人の生涯
- フランダースの犬
- タイムボカン
- 道成寺
- あれはだれ?
- 母をたずねて三千里
- 虹に向かって
- コーヒーブレイク
- ヤッターマン
- あらいぐまラスカル
- りすのパナシ
- 銀河鉄道999
- 火宅
- 赤毛のアン
- 機動戦士ガンダム
- ベルサイユのばら

1980年代
- キャプテン
- 伝説巨神イデオン
- Dr.スランプ アラレちゃん
- 太陽の牙ダグラム
- おこんじょうるり
- 魔法のプリンセス ミンキーモモ
- くまの子ウーフ
- 装甲騎兵ボトムズ
- キン肉マン
- 魔法の天使クリィミーマミ
- タッチ
- ドラゴンボール
- 聖闘士星矢
- シティーハンター
- 魔神英雄伝ワタル
- 鎧伝サムライトルーパー
- AKIRA

1990年代
- TarZAn
- ちびまる子ちゃん
- 注文の多い料理店
- 新世紀GPXサイバーフォーミュラ
- 冬の日 ○
- 美少女戦士セーラームーン
- 幽☆遊☆白書
- ニャッキ!
- 爆走兄弟レッツ&ゴー!!
- 名探偵コナン
- ブラック・ジャック 劇場版
- じょうじなまはげ
- 勇者王ガオガイガー
- カウボーイビバップ
- 上京物語
- 遣唐使ものがたり
- デジモンアドベンチャー
- ONE PIECE

2000年代
- 遊☆戯☆王デュエルモンスターズ
- 頭山
- NARUTO -ナルト-
- ふたりはプリキュア
- SAMURAI 7
- BLEACH
- 巌窟王
- メジャー
- 死者の書
- 時をかける少女
- コードギアス 反逆のルルーシュ
- 鉄コン筋クリート ○
- カフカ 田舎医者
- 夏目友人帳
- 鋼の錬金術師 FULLMETAL ALCHEMIST

2010年代
- TIGER & BUNNY
- ラストエグザイル-銀翼のファム-
- 宇宙兄弟
- ラブライブ!
- 言の葉の庭
- 弱虫ペダル
- 魔法少女まどか☆マギカ [新編] 叛逆の物語
- ハーバーティル
- THE IDOLM@STER MOVIE 輝きの向こう側へ!
- Fate/stay night [Unlimited Blade Works] ○
- えとたま
- ルパン三世 PART4
- 心が叫びたがってるんだ。
- ガールズ&パンツァー 劇場版
- 蒼の彼方のフォーリズム
- ジョジョの奇妙な冒険 ダイヤモンドは砕けない
- 文豪ストレイドッグス
- タイムトラベル少女〜マリ・ワカと8人の科学者たち〜
- 君の名は。
- この世界の片隅に ○
- ポケットモンスター サン&ムーン
- 劇場版 ソードアート・オンライン -オーディナル・スケール-
- クレヨンしんちゃん 襲来!!宇宙人シリリ
- おそ松さん

（参考）ムービー未登場の紹介作品
- 爆転シュート ベイブレード
- 東京大空襲・あおよかえってこい
- 戦え!超ロボット生命体トランスフォーマー
- 宇宙戦艦ヤマト2199
- ブタちゃん
- にゃんぼー!
- ちいちゃんのかげおくり
- それいけ!アンパンマン
- サザエさん
- 機動警察パトレイバー（初期OVA）
- GHOST IN THE SHELL / 攻殻機動隊
- GAMBA ガンバと仲間たち
- Fate/Zero
- 忍たま乱太郎
- 新世紀エヴァンゲリオン
- おじゃる丸
- アイドルタイムプリパラ